# Sally El-hallak
Sally El-Hallak (født 1992) er en dansk skuespillerinde som har medvirket i forskellige teaterforestillinger samt i spillefilm.
Hendes seneste rolle, som karakteren Smila, er i Susanne Biers film En chance til fra 2014.